# لی چای-یون
لی چای-یون (به انگلیسی: Lee Chae-yeon) (زاده ۱۰ دسامبر ۱۹۷۸) خواننده اهل کره جنوبی است.